# Калье-Бін-Юрді
Калье-Бін-Юрді (перс. قلعه بين يوردي) — село в Ірані, у дегестані Лісар, у бахші Карґан-Руд, шагрестані Талеш остану Ґілян. У переписі 2006 року вказане як окремий населений пункт, але без відомостей про чисельність населення.

## Клімат
Середня річна температура становить 9,56 °C, середня максимальна – 24,24 °C, а середня мінімальна – -5,83 °C. Середня річна кількість опадів – 437 мм.
| Клімат поселення                              | Клімат поселення | Клімат поселення | Клімат поселення | Клімат поселення | Клімат поселення | Клімат поселення | Клімат поселення | Клімат поселення | Клімат поселення | Клімат поселення | Клімат поселення | Клімат поселення | Клімат поселення |
| Показник                                      | Січ.             | Лют.             | Бер.             | Квіт.            | Трав.            | Черв.            | Лип.             | Серп.            | Вер.             | Жовт.            | Лист.            | Груд.            |                  |
| Середній максимум, °C                         | 5,64             | 5,38             | 7,54             | 13,29            | 18,26            | 22,40            | 24,24            | 23,83            | 19,68            | 16,68            | 9,92             | 6,16             |                  |
| Середня температура, °C                       | 0,03             | −0,22            | 1,93             | 7,68             | 12,64            | 16,78            | 20,13            | 19,73            | 15,56            | 12,56            | 5,82             | 2,05             |                  |
| Середній мінімум, °C                          | −5,59            | −5,83            | −3,67            | 2,07             | 7,02             | 11,16            | 16,03            | 15,62            | 11,46            | 8,46             | 1,72             | −2,06            |                  |
| Норма опадів, мм                              | 32               | 32               | 50               | 53               | 53               | 26               | 15               | 16               | 33               | 54               | 39               | 34               |                  |
| Середньомісячна швидкість вітру, м/с          | 2.12             | 2.58             | 2.60             | 2.74             | 2.29             | 2.07             | 2.29             | 2.22             | 1.90             | 2.07             | 2.38             | 2.10             |                  |
| Середньомісячна сонячна радіація, кДж/м²·день | 7038             | 9658             | 11976            | 16076            | 19679            | 22462            | 23088            | 19723            | 16577            | 11608            | 8559             | 6667             |                  |
| --------------------------------------------- | ---------------- | ---------------- | ---------------- | ---------------- | ---------------- | ---------------- | ---------------- | ---------------- | ---------------- | ---------------- | ---------------- | ---------------- | ---------------- |
| Джерело:                                      |                  |                  |                  |                  |                  |                  |                  |                  |                  |                  |                  |                  |                  |